# Mesztegnyő, Somogy
Mesztegnyő  este un sat în districtul Marcal, județul Somogy, Ungaria, având o populație de 1.388 de locuitori (2011). 

## Demografie
Componența etnică a satului Mesztegnyő
     Maghiari (85,62%)
     Romi (13,59%)
     Germani (0,78%)
Componența confesională a satului Mesztegnyő
     Romano-catolici (71,04%)
     Fără religie (6,77%)
     Reformați (2,09%)
     Necunoscută (19,02%)
     Alte religii (1,59%)
Conform recensământului din 2011, satul Mesztegnyő avea 1.388 de locuitori. Din punct de vedere etnic, majoritatea locuitorilor (85,62%) erau maghiari, cu o minoritate de romi (13,59%).  Din punct de vedere confesional, majoritatea locuitorilor (71,04%) erau romano-catolici, existând și minorități de persoane fără religie (6,77%) și reformați (2,09%). Pentru 19,02% din locuitori nu este cunoscută apartenența confesională.